# Leichtathletik-Länderkampf der Männer 1952 Luxemburg – BR Deutschland
| 3. Leichtathletik-Länderkampf mit bundesdeutscher Beteiligung 1952 | 3. Leichtathletik-Länderkampf mit bundesdeutscher Beteiligung 1952 |               |
| ------------------------------------------------------------------ | ------------------------------------------------------------------ | ------------- |
|                                                                    |                                                                    |               |
| Ländervergleich der Männer: Luxemburg – BR Deutschland             |                                                                    |               |
| Austragungsort                                                     | Luxemburg                                                          |               |
| Wettbewerbe                                                        | 15                                                                 |               |
| Datum                                                              | 6. Juli 1952                                                       |               |
| 1. FRG 2. LUX                                                      | 101 Punkte 050 Punkte                                              |               |
| Chronik                                                            |                                                                    |               |
| ← ITA-FRG (F)                                                      | FRG-SUI (M) →                                                      | FRG-SUI (M) → |

Im dritten Vergleich des Länderkampfjahres 1952 stiegen auch die Männer in den Länderkampfbetrieb ein. Am 6. Juli gab es die insgesamt dritte Begegnung mit Luxemburg. Zuvor hatte Deutschland diesen Gegner zwei Mal deutlich geschlagen. Austragungsort in der Saison 1952 war die luxemburgische Hauptstadt Luxemburg Stadt.

## Wettbewerbe und Modus
Das Programm umfasste fünfzehn Disziplinen und die Veranstaltung wurde an einem Tag durchgeführt. Aus dem olympischen Wettbewerbskatalog fehlten die Rennen über 10.000 Meter, 400 Meter Hürden, 3000 Meter Hindernis, der Marathonlauf, die beiden Gehstrecken, der Dreisprung, der Hammerwurf und der Zehnkampf. In den Einzeldisziplinen wurde nach dem üblichen System gewertet, in der Staffel wurden drei zu eins Punkte vergeben.

## Ergebnis
Die Athleten aus Luxemburg entschieden die 4-mal-400-Meter-Staffel ganz überraschend für sich. Außerdem lag Luxemburg im 1500-Meter-Lauf vorn. Alle weiteren Wettbewerbe gewannen die bundesdeutschen Sportler. Neun Disziplinen endeten mit deutschen Doppelerfolgen. Mit 101 zu fünfzig Punkten sicherte sich die Bundesrepublik Deutschland den Gesamtsieg auch diesmal wieder sehr deutlich.

## Legende
Kurze Übersicht zur Bedeutung der Symbolik – so üblicherweise auch in sonstigen Veröffentlichungen verwendet:
| k. A. | keine Angabe |

## Resultate

### 100 m
| Platz | Athlet            | Land | Zeit (s) |
| ----- | ----------------- | ---- | -------- |
| 1     | Konrad Wittekindt | FRG  | 10,7     |
| 2     | Horst Sturm       | FRG  | 11,0     |
| 3     | Aisné Knepper     | LUX  | 11,1     |
| 4     | Jean-Petit Hammer | LUX  | 11,4     |

### 200 m
| Platz | Athlet           | Land | Zeit (s) |
| ----- | ---------------- | ---- | -------- |
| 1     | Leonhard Pohl    | FRG  | 22,2     |
| 2     | Robert Schaeffer | LUX  | 22,2     |
| 3     | Adolf Kluck      | FRG  | 22,3     |
| 4     | Fred Hammer      | LUX  | 22,3     |

### 400 m
| Platz | Athlet          | Land | Zeit (s) |
| ----- | --------------- | ---- | -------- |
| 1     | Hubert Huppertz | FRG  | 49,6     |
| 2     | Kurt Wien       | FRG  | 49,9     |
| 3     | Gérard Rasquin  | LUX  | 50,0     |
| 4     | Jean Hamilius   | LUX  | 51,0     |

### 800 m
| Platz | Athlet            | Land | Zeit (min) |
| ----- | ----------------- | ---- | ---------- |
| 1     | Karl-Heinz Surray | FRG  | 1:55,3     |
| 2     | Klaus Wiegel      | FRG  | 1:55,4     |
| 3     | François Bastian  | LUX  | 2:00,4     |
| 4     | Laschet           | LUX  | 2:00,5     |

### 1500 m
| Platz | Athlet            | Land | Zeit (min) |
| ----- | ----------------- | ---- | ---------- |
| 1     | Josy Barthel      | LUX  | 3:51,5     |
| 2     | Hans Emde         | FRG  | 3:54,7     |
| 3     | Karl-Fred Dörsing | FRG  | 4:10,0     |
| 4     | Petin             | LUX  | k. A.      |

### 5000 m
| Platz | Athlet         | Land | Zeit (min) |
| ----- | -------------- | ---- | ---------- |
| 1     | Werner Schnepp | FRG  | 15:23,4    |
| 2     | Paul Frieden   | LUX  | 16:01,8    |
| 3     | Schütz         | LUX  | 16:27,4    |
| 4     | Ewald Uertz    | FRG  | 17:05,0    |

### 110 m Hürden
| Platz | Athlet            | Land | Zeit (s) |
| ----- | ----------------- | ---- | -------- |
| 1     | Günther Theilmann | FRG  | 15,5     |
| 2     | Fände             | LUX  | 15,9     |
| 3     | Walter Thomas     | FRG  | 15,9     |
| 4     | Gutenkauf         | LUX  | 16,5     |

### 4 × 100 m Staffel
| Platz | Besetzung      | Land                                                         | Zeit (s) |
| ----- | -------------- | ------------------------------------------------------------ | -------- |
| 1     | BR Deutschland | Leonhard Pohl Adolf Kluck Horst Sturm Konrad Wittekindt      | 43,3     |
| 2     | Luxemburg      | Aisné Knepper Robert Schaeffer Jean-Petit Hammer Fred Hammer | 43,4     |

### 4 × 400 m Staffel
| Platz | Besetzung      | Land                                                      | Zeit (min) |
| ----- | -------------- | --------------------------------------------------------- | ---------- |
| 1     | Luxemburg      | Fred Hammer Jean Hamilius Gérard Rasquin Robert Schaeffer | 3:20,3     |
| 2     | BR Deutschland | Kurt Wien Hubert Huppertz Karl-Heinz Surray Claus Wiegel  | 3:24,2     |

### Hochsprung
| Platz | Athlet            | Land | Höhe (m) |
| ----- | ----------------- | ---- | -------- |
| 1     | Bernd Naumann     | FRG  | 1,96     |
| 2     | Hans-Jürgen Jenss | FRG  | 1,85     |
| 3     | Pierre Knepper    | LUX  | 1,70     |
| 4     | Pixius            | LUX  | 1,70     |

### Stabhochsprung
| Platz | Athlet            | Land | Höhe (m) |
| ----- | ----------------- | ---- | -------- |
| 1     | Karl-Heinz Thenee | FRG  | 3,60     |
| 2     | Fritz Gleim       | FRG  | 3,40     |
| 3     | Rix               | LUX  | 3,30     |
| 4     | Aisné Knepper     | LUX  | 3,20     |

### Weitsprung
| Platz | Athlet            | Land | Weite (m) |
| ----- | ----------------- | ---- | --------- |
| 1     | Herbert Göbel     | FRG  | 7,12      |
| 2     | Fritz Gleim       | FRG  | 6,97      |
| 3     | Jean-Petit Hammer | LUX  | 6,91      |
| 4     | Pierre Knepper    | LUX  | 6,45      |

### Kugelstoßen
| Platz | Athlet          | Land | Weite (m) |
| ----- | --------------- | ---- | --------- |
| 1     | Fritz Riese     | FRG  | 14,25     |
| 2     | Heinz Rosendahl | FRG  | 13,77     |
| 3     | René Kremer     | LUX  | 12,55     |
| 4     | Feipel          | LUX  | 11,58     |

### Diskuswurf
| Platz | Athlet          | Land | Weite (m) |
| ----- | --------------- | ---- | --------- |
| 1     | Heinz Rosendahl | FRG  | 45,83     |
| 2     | Fritz Riese     | FRG  | 42,73     |
| 3     | Bigelbach       | LUX  | 40,02     |
| 4     | Schmidt         | LUX  | 33,73     |

### Speerwurf
| Platz | Athlet          | Land | Weite (m) |
| ----- | --------------- | ---- | --------- |
| 1     | Herbert Koschel | FRG  | 64,49     |
| 2     | Gerhard Keller  | FRG  | 63,33     |
| 3     | René Kremer     | LUX  | 54,93     |
| 4     | Poncelet        | LUX  | 47,10     |